# دانشگاه بوعلی سینا
دانشگاه بوعلی سینا دانشگاه دولتی و جامع در شهر همدان است. دانشگاه بوعلی سینا سال ۱۳۵۳ تاسیس شد. 

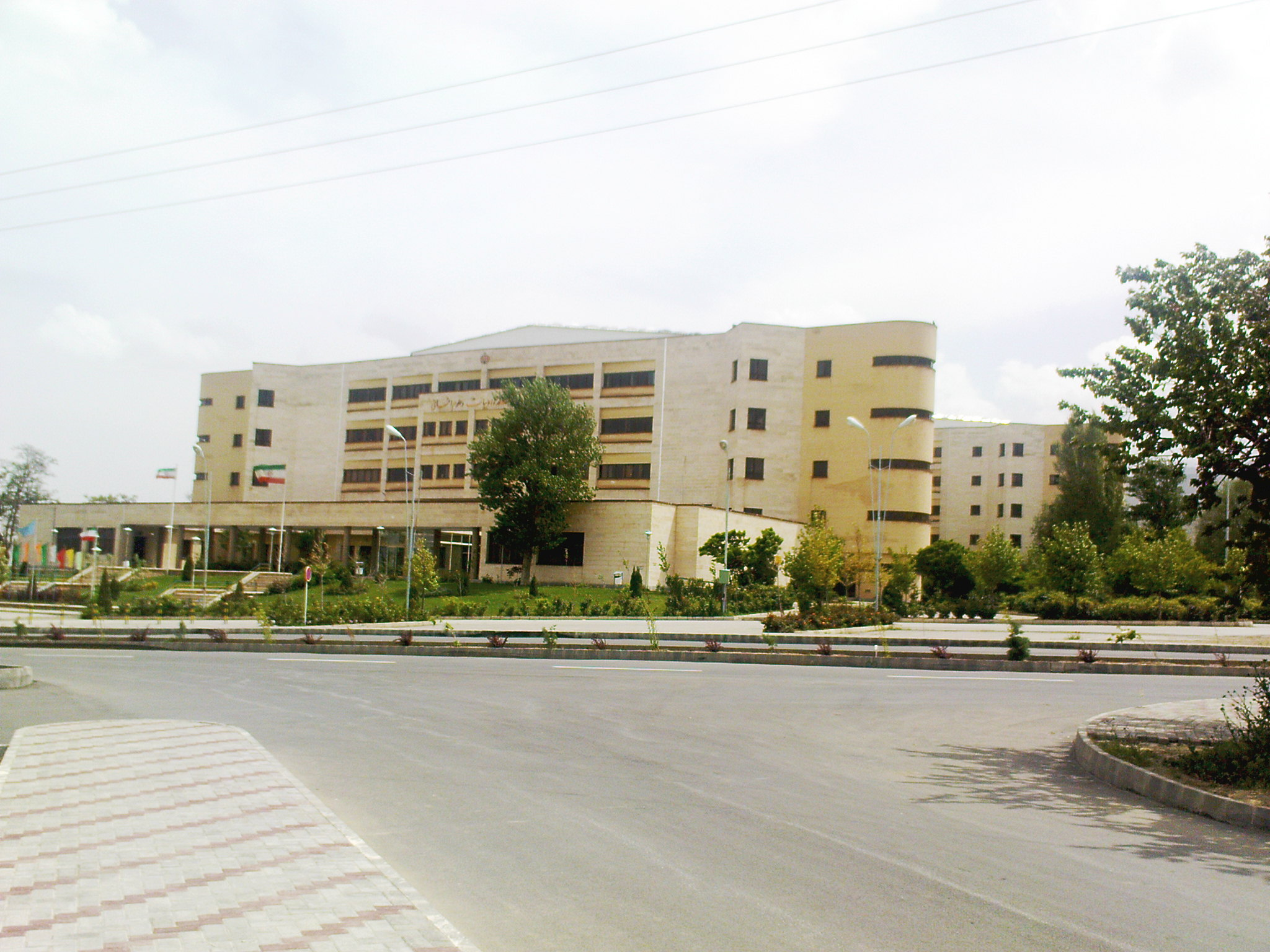
دانشکدهٔ ادبیات دانشگاه بوعلی سینا

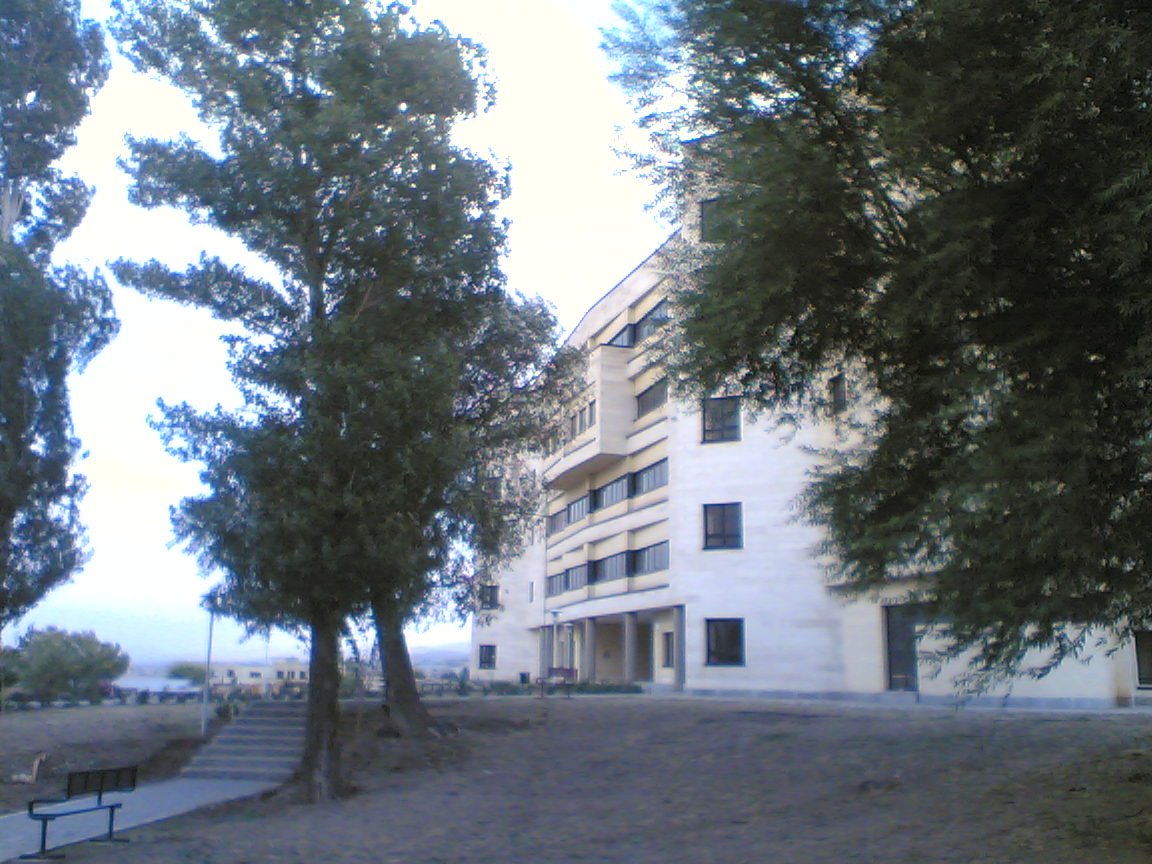
دانشکدهٔ اقتصاد و علوم اجتماعی دانشگاه بوعلی سینا

## تاریخچه
نخستین گام برای گشایش بوعلی سینا در اسفند ۱۳۵۱ براساس معاهده مشترک میان ایران و فرانسه برداشته شد؛ یک سال پس از آن نیز مجوز تأسیس در همدان توسط شورای گسترش آموزش عالی در ۱۳۵۲ تصویب شد. فعالیت آموزشی بوعلی سینا در ۱۳۵۵ با پذیرش حدود ۲۰۰ دانشجو در مقاطع مختلف تحصیلی کاردانی تا کارشناسی ارشد در چهار مجتمع کشاورزی، علوم تندرستی، علوم محیط زیست و علوم آموزشی آغاز شد. فضاهای آموزشی، کمک آموزشی، رفاهی – فرهنگی، خوابگاهی و ورزشی دانشگاه حدود ۲۵۰ هزار متر مربع در محل اصلی و در مساحتی قریب ۱۲۲ هکتار اکنون در تملک دانشگاه قرار دارد.

## دانشکده‌ها

### دانشکده ادبیات و علوم انسانی
با تأسیس دانشکده در سال ۱۳۶۵، فعالیت آن با رشته‌های اقتصاد و زبان فرانسوی در سال ۱۳۶۷ آغاز شد.
دانشکده ادبیات و علوم انسانی دارای ۱۲ گروه آموزشی است و حدود ۲۳۰۰ دانشجو و ۸۰ عضو هیئت علمی دارد.
گروه زبان انگلیسی دانشگاه، واقع در دانشکده ادبیات و علوم انسانی، با عنوان گروه زبان های خارجی از زمان آغاز به کار کردن دانشگاه بوعلی سینا تا سال ۱۳۸۳ در دانشکده های دیگر دانشگاه فعالیت می کرد. 

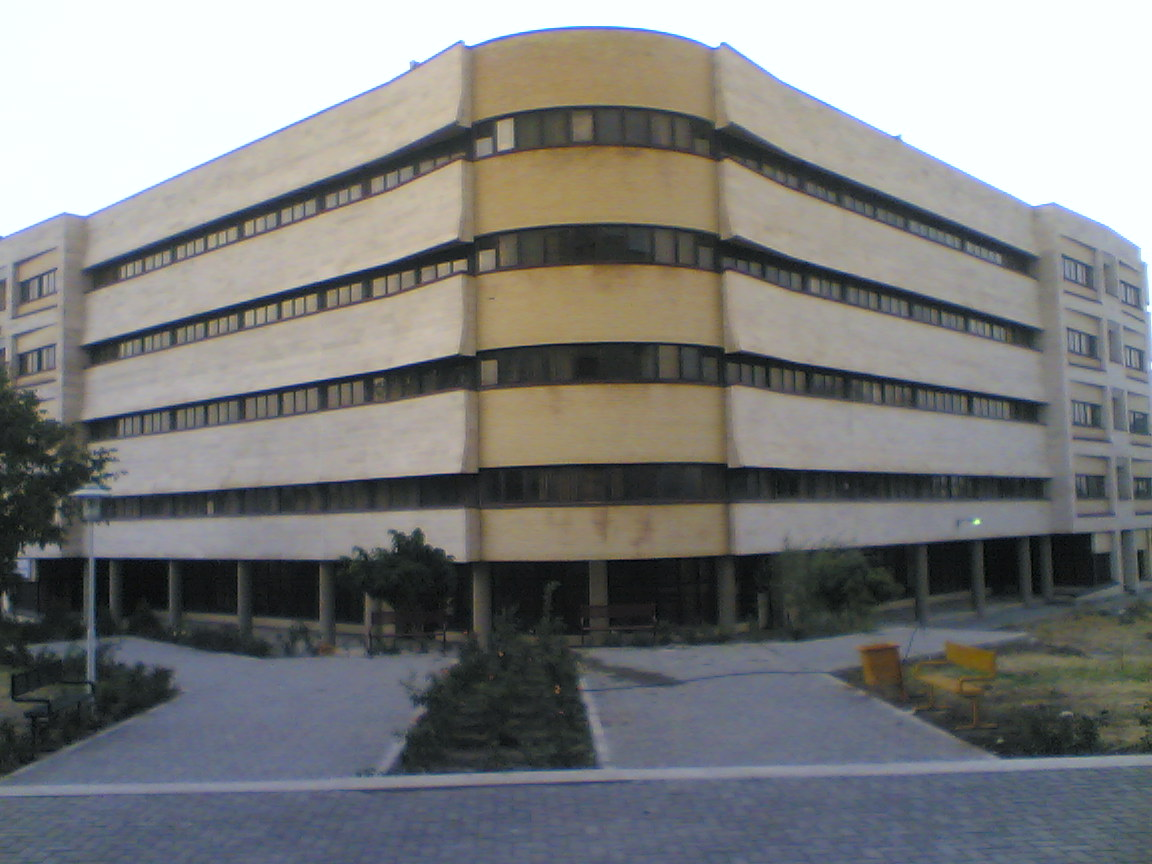
دانشکده ادبیات و علوم انسانی

ساختمان اصلی این دانشکده در فضای اصلی دانشگاه در کنار دانشکده اقتصاد و علوم اجتماعی قرار دارد. ساختمان‌های هر دو دانشکده از لحاظ معماری بسیار به یکدیگر شبیه هستند.

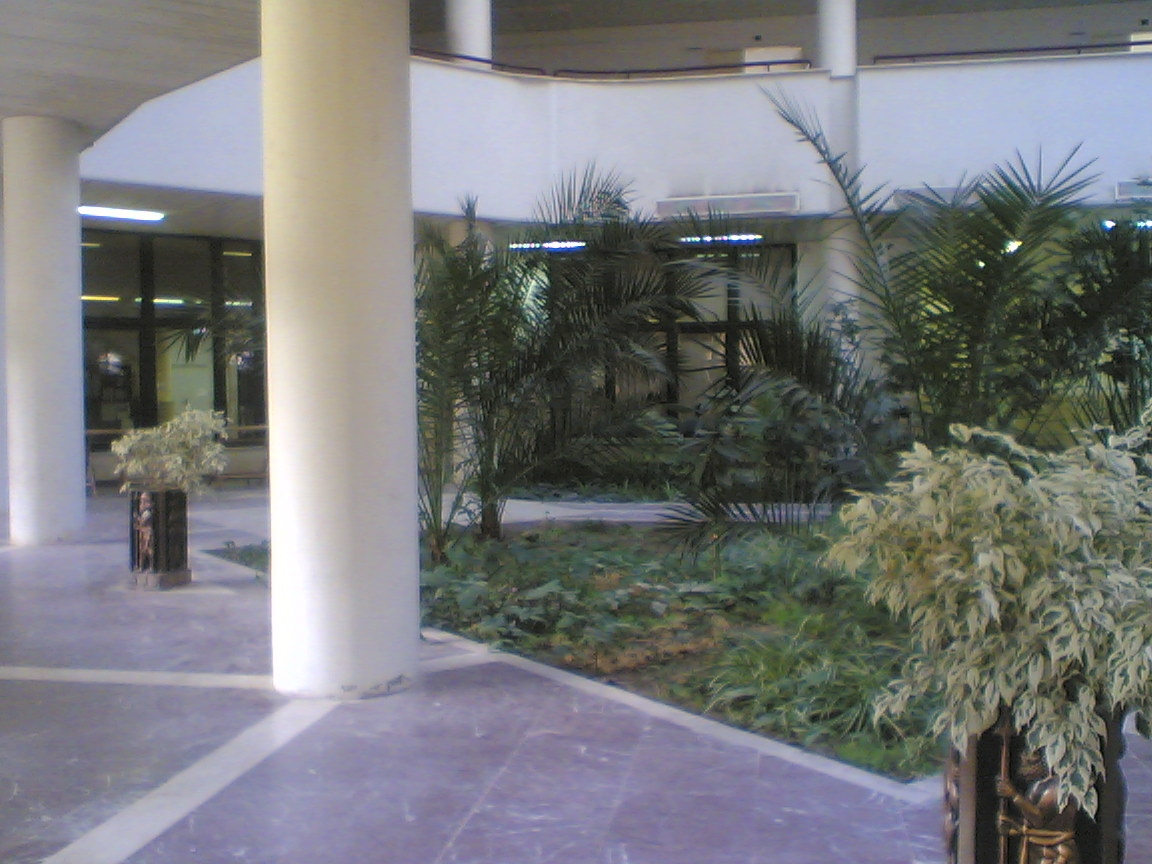
فضای داخلی دانشکده ادبیات و علوم انسانی

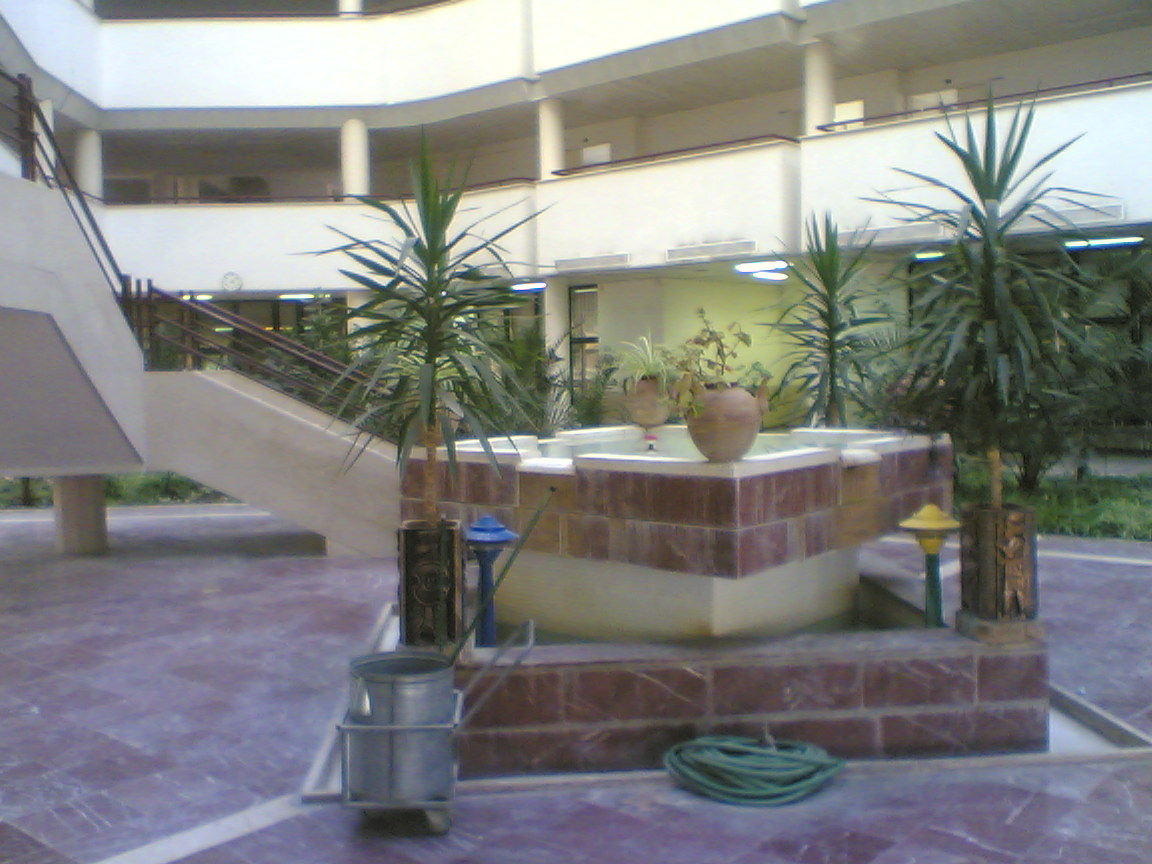
فضای داخلی دانشکده ادبیات و علوم انسانی

### دانشکده کشاورزی
مدرسه عالی کشاورزی با همت علی اقبالی و سرمایه شخصی وی در ۱۳۴۶ تأسیس شد، که اولین مرکز آموزش عالی خصوصی خارج بود. اساسنامه و برنامه این مرکز در اسفند ۱۳۴۵ به تصویب «شورای مرکزی دانشگاه‌های ایران» رسید و پذیرش دانشجو در سال ۱۳۴۷ زیر نظر مرکز آزمون‌شناسی وزارت علوم و آموزش عالی آغاز شد. در سال ۱۳۵۶ مدرسه عالی به دانشکده کشاورزی تبدیل و به ساختمان کنونی دانشکده کشاورزی واقع در انتهای چرمسازی (بلوار آزادگان) منتقل شد و به دانشگاه بوعلی سینا پیوست. فعالیت‌های علمی و پژوهشی در این دانشکده در ۵ ساختمان اصلی، گلخانه‌ها، مزارع دستجرد و عباس‌آباد انجام می‌گیرد. در این دانشکده ۷۹ عضو هیئت علمی و مجموع ۱۹۰۰ دانشجو در مقاطع کارشناسی، کارشناسی ارشد و دکتری مشغول فعالیت هستند. ساختمان جدید دانشگاه کشاورزی به مجموعه اضافه شده‌است.
در حال حاضر امکان تحصیل دانشجویان در رشته های مهندسی بیوسیستم، مهندسی گیاهپزشکی، مهندسی تولید و ژنتیک گیاهی، علوم و مهندسی باغبانی، مهندسی خاک، مهندسی آب، علوم دامی تا مقطع دکتری در این دانشکده وجود دارد.

### دانشکده مهندسی
دانشکده مهندسی فعالیت خود را از سال ۱۳۵۶ با جذب دانشجو در رشته مهندسی آب شروع کرد. سپس گروه مهندسی مکانیک این دانشکده در سال ۱۳۶۶ تأسیس گردید. گروه‌های شش‌گانه اصلی مهندسی شامل عمران، مکانیک، صنایع، برق، کامپیوتر و مواد در ۲۳ گرایش مختلف در این دانشکده دایر بوده و در تمامی مقاطع تحصیلی دانشجو دارد.

### دانشکده علوم اقتصادی و اجتماعی
اولین مجوز تأسیس رشته اقتصاد در مقطع کارشناسی گرایش بازرگانی از وزارت علوم در ۱۳۶۷ اخذ شد. دانشکده علوم اقتصادی و اجتماعی در سال ۱۳۸۱ از ساختمان دانشکده علوم پایه تفکیک و در یک ساختمان مجزا در ۵ طبقه مستقر شد. این دانشکده در سه مقطع کارشناسی، کارشناسی ارشد و دکتری با پنج گروه آموزشی اقتصاد، علوم اجتماعی، حسابداری، روان‌شناسی و علوم سیاسی فعالیت می‌نماید.
گروه‌های اقتصاد، علوم سیاسی، علوم اجتماعی، روان‌شناسی و حسابداری در این دانشکده قرار دارند.
از استادان برجسته و مهم این دانشکده به حاتم حسینی، سلیمان پاک‌سرشت، نادر مهرگان، فرهاد خسروخاور می‌توان اشاره کرد.

### دانشکده شیمی و علوم نفت
دانشگاه بوعلی سینا در آذرماه سال ۱۳۵۲ با صدور مجوز از طرف شورای گسترش آموزش عالی تاًسیس و در سال ۱۳۵۵ اقدام به پذیرش یک دوره دانشجو در مقطع کارشناسی ارشد پیوسته در رشته ی آموزش شیمی نمود.
با پیروزی انقلاب اسلامی در بهمن ماه سال ۱۳۵۷ و تغییر سیاست های راهبردی در آموزش عالی ادامه کار با پذیرش دانشجو در مقطع کارشناسی در گرایش های شیمی محض ، شیمی کاربردی و دبیری شیمی دنبال گردید. درسال ۱۳۶۹ پذیرش دانشجو در مقطع کارشناسی ارشد در سال ۱۳۷۳ پذیرش دانشجو در مقطع دکتری تخصصی در گرایش های شیمی آلی ، شیمی فیزیک ، شیمی معدنی، شیمی تجزیه و شیمی کاربردی آغاز گردیده است.
با ارتقاء سطح کمی و کیفی نیروی انسانی و تجهیزات تحقیقاتی و آموزشی گروه شیمی خرداد ۱۳۸۵ به دانشکده شیمی ارتقاء یافت و در راستای توسعه دانشکده شیمی دانشگاه بوعلی سینا، در سال ۱۴۰۱ تغییر نام دانشکده شیمی به "دانشکده شیمی و علوم نفت" و ایجاد گروه آموزشی "علوم نفت" در دومین نشست عادی از دوره نهم هیئت امنای دانشگاه بوعلی سینا به تصویب رسید. در حال حاضر ۳۸ عضو هیئت علمی در گرایش های مختلف با این دانشکده همکاری دارند ((بیست نفر استاد تمام ، هشت نفر دانشیار، هفت نفر استادیار، سه نفر مربی)) این دانشکده مجهز به تمامی آزمایشگاه های آموزشی در مقطع کارشناسی و آزمایشگاه های تحقیقاتی ((آلی ، معدنی ، کاربردی ، تجزیه ، شیمی فیزیک )) در مقاطع ارشد و دکتری و انواع تجهیزات دستگاهی می باشد وحدوداً در سال   ۱۴۰۱  تعداد ۳۵۰ دانشجوی کارشناسی ، ۲۰۰ دانشجوی  کارشناسی ارشد و ۱۵۰ دانشجوی دکتری و ۱۰ محقق پسا دکتری مشغول تحصیل در این دانشکده می باشند.

### دیگر
دیگر دانشکده‌ها به قرار زیر هستند:
- دانشکده علوم پایه
- دانشکده هنر و معماری
- دانشکده دامپزشکی
- دانشکده فنی و منابع طبیعی (پردیس تویسرکان)
- دانشکده فنی و مهندسی (پردیس کبودرآهنگ)
- دانشکده مدیریت و حسابداری (پردیس رزن)
- دانشکده صنایع غذایی (پردیس بهار)

## رؤسای دانشگاه از سال ۱۳۵۱ تا کنون
1. اکبر اعتماد
2. فرهاد ریاحی
3. عزت‌الله رادمنش
4. علی اصغر بهزادنیا
5. علی پذیرنده
6. امیر پروین
7. مجید حبیبیان
8. ابوالقاسم پوزش
9. محمود ستاری
10. غلامحسن آقایی
11. داوود حبیبی
12. حسن کی پور
13. فقیه حبیبی
14. منصور غلامی
15. اردشیر خزایی
16. محمدعلی زلفی‌گل
17. منصور غلامی
18. یعقوب محمدی‌فر
19. حسین رضوان
20. غلامحسین مجذوبی